# زمین‌لرزه ۲۰۰۰ سوماترا
زمین‌لرزه سوماترا  در تاریخ ۴ ژوئن ۲۰۰۰ میلادی، برابر با ‎۱۵ خرداد ۱۳۷۹، ساعت ۱۶:۲۸:۲۶ به زمان یوتی‌سی در اندونزی، منطقه سوماترا رخ داد. ژرفای این زلزله ۳۴٫۱ کیلومتر بود، و بزرگی آن ۷٫۹ در مقیاس Mw اعلام شده‌است. زمین‌لرزه به وقت محلی در روز یکشنبه، ساعت ۲۳ روی داده و منطقه زمانی آن یوتی‌سی +۷ بوده‌است .
سازمان زمین‌شناسی آمریکا نیز رومرکز این زمین‌لرزه را در مختصات ۴°۴۳′۱۶″جنوبی ۱۰۲°۰۵′۱۳″شرقی / ۴٫۷۲۱°جنوبی ۱۰۲٫۰۸۷°شرقی و ژرفای آن را در ۳۳ کیلومتر گزارش کرده‌است. بزرگی برگزیدهٔ این سازمان از میان بزرگی‌های محاسبه‌شدهٔ مختلف ۷٫۹ در مقیاس Mw بوده و از دید اثر، در میان چهار دسته‌بندی «نامحسوس»، «محسوس»، «زیان‌آور» یا «با تلفات»، زلزله را «با تلفات» اعلام کرده‌است.رانش زمین در آن به وجود آمده‌است.
پروژهٔ «تنسور گشتاور مرکزوار» زاویه‌های (راستا، شیب، ریک) گسل سازندهٔ زمین‌لرزه و صفحه عمود بر آن را (°۹۲، °۵۵، °۱۵۲) یا (°۱۹۹، °۶۷، °۳۸) و نوع گسل را «امتدادلغز» فرارسانده‌است.
شمار کشتگان زلزله حدود ۱۰۳ نفر بوده‌است.تعداد زخمیان ۲۵۸۵ نفر برآورده شده‌است.بی‌خانمان شدگان نیز ۲۰۰۰ نفر اعلام شده‌است.